# Espasí (arma)
L'espasí és l'arma predecessora del floret, una de les tres fulles que s'utilitzen en esgrima. El nom "espasí" diminutiu de "espasa" és degut a la comparació entre aquesta arma i els estocs, sensiblement més llargs i pesants; que la van precedir i que encara es feien servir a Catalunya i bona part de la península.

## Història
Originàriament, l'espasí era una arma dura, lleugera, amb una fulla que pesava uns 750 grams. Això podria semblar insignificant però combinat amb la forma de la fulla, que en secció transversal era triangular i amb la seva longitud de 1,09 a 1,14 metres, l'épée era una arma d'aspecte impressionant. Es feia servir com a part d'alguns uniformes.
Aquesta arma d'origen francès, que va evolucionar de l'estoc (rapière), no tallava, però era lleugera i rígida causa de la seva secció triangular, sent excel·lent per esquivar cops i estocar. Són les espases que s'acostuma a veure a les pel·lícules de mosqueters. Tot i que la seva principal funció era formar part de la vestimenta, l'espasí era una arma mortal en duels.
Es va crear una variant del espasí utilitzada com a arma d'entrenament, el floret, que seria una de les tres armes de l'esgrima clàssica i al segle xx, de l'esgrima esportiva.
S'ha de tenir en compte que a diferència del floret i el sabre, l'espasí no és una de les tres armes de l'esgrima clàssica, un error molt comú. L'espasa de duel (épeé de duel) era un tipus d'espasa lleugera específica per a duels, en ús durant el segle xix que no s'ha de confondre amb l'espasí, que va ser molt popular durant el segle xviii. Amb el naixement de l'esgrima esportiva, l'espasa de duel evoluciona a l'espasa que avui dia s'utilitza en aquest esport olímpic. L'espasí i l'espasa de duel són, per tant, dos tipus diferents d'espasa.

## L'espasa en l'esgrima esportiva
L'espasa, una de les tres armes emprades en esgrima (juntament amb el floret i sabre), procedeix del espasí. Des de llavors posseeix unes dimensions i regles específiques:
La seva longitud màxima és de 110 cm, el seu pes màxim és de 770 g. És l'arma més pesada de les emprades en esgrima. La seva fulla és d'acer trempat flexible, de secció triangular i sense vores tallants.
El tocat es produeix d'estocada és a dir només amb la punta de l'arma, on hi ha situat un sensor electrònic.